# Un, Deux, Trois

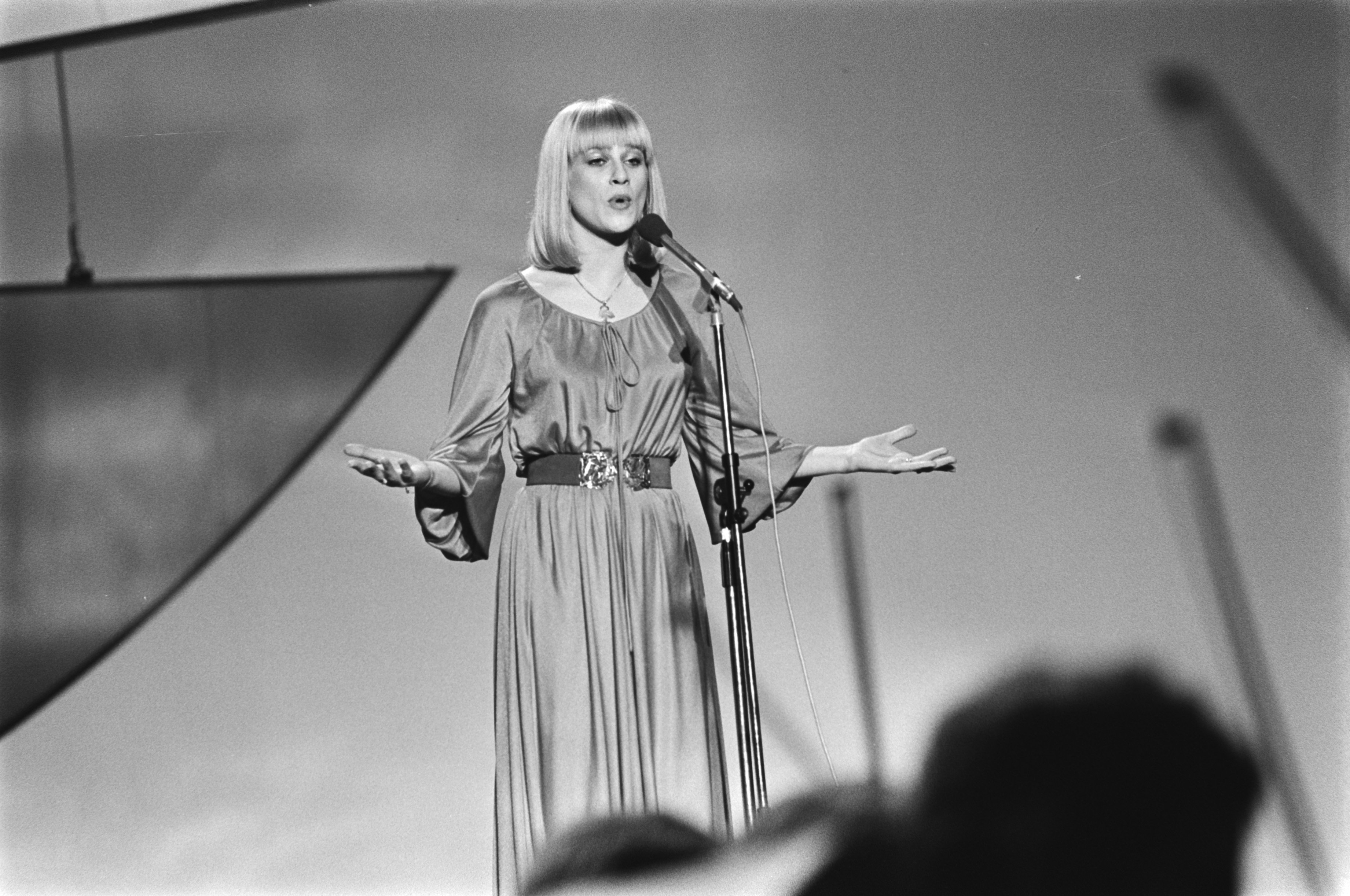
imagem do Festival Eurovisão da Canção 1976 enquanto a música era cantada

"Un, Deux, Trois" ( "Um Dois, Três) foi a canção que representou a França no Festival Eurovisão da Canção 1976, interpretado em francês, por  Catherine Ferry. A canção tinha letra de Jean-Paul Cara, música e orquestração de Tony Rallo. A canção foi a 17.ª a ser interpretada na noite do evento, a seguir à canção monegasca "Toi, la Musique et moi", interpretada por Mary Christy e a ntes da canção jugoslava "Ne mogu skriti svoj bol", interpretada pela banda Ambasadori. No final da votação, a canção ficou em segundo lugar (atrás da canção britânica e recebeu 147 pontos (a pontuação mais alta de sempre obtida pela França).
A música ficou em segundo lugar do festival.
A canção fala-nos como é que Ferry se sente quando está com o seu amado. Ela canta que "É maravilhoso estar nos teus braços", por exemplo. Também é feita uma referência a um livro de  Kafka."